# Pedro Martínez-Avial Martín
Pedro Martínez-Avial Martín (Madrid, siglo XX) es un diplomático español. Fue embajador de España en Irak (2022-2024).

## Biografía
Pedro Martínez-Avial nació en la ciudad española de Madrid. Tras realizar estudios en la Universidad Complutense de Madrid (1973-1978), obtuvo la licenciatura en Derecho. En 1987 ingresó en la Escuela Diplomática.

### Carrera diplomática
Sus destinos en el exterior le han llevado a las embajadas de España en Irak (1987-1989), República Checa (1997-2000), Cuba (2000-2002), Chile (2002-2006), México (2008-2012). Ha sido Cónsul General en Hamburgo (2012-2017). 
En el Ministerio de Asuntos Exteriores y Cooperación ha ocupado los cargos de: subdirector general del Instituto de Cooperación con el Mundo Árabe; subdirector general de cooperación con los Países Árabes y Mediterráneos en la Agencia Española de Cooperación Internacional (1992-1997); y vocal asesor en la dirección general para el Mediterráneo, Oriente Próximo y África (2006-2008). Fue director general de Casa Árabe (2017-2022).
Fue embajador de España en Irak (2022-2024).